# Sommerschafweide in Zwiesel und Au
Die Sommerschafweide in Zwiesel und Au ist ein vom Landratsamt Münsingen am 31. Mai 1955 durch Verordnung ausgewiesenes Landschaftsschutzgebiet auf dem Gebiet der Gemeinde Pfronstetten.

## Lage
Das nur 3,9 Hektar große Landschaftsschutzgebiet liegt etwa 2,3 km nördlich des Pfronstettener Ortsteils Aichelau an der Gemeindegrenze zu Hohenstein im Gewann Zwiesel. Es gehört zum Naturraum Mittlere Kuppenalb.
Geologisch stehen die Formationen der Unteren Massenkalke des Oberjuras sowie holozäne Abschwemmmassen an.

## Landschaftscharakter
Der westliche Teil des Schutzgebiets ist heute teils durch Sukzession, teils durch Aufforstung bewaldet. Im Sukzessionswald ist die Magerrasenvegetation noch reliktisch vorhanden und zeugt von der früheren Nutzung des Gebiets als Schafweide. Der östliche Teil des Gebiets wird als Mähwiese genutzt.